# Смъртоносна битка (филм)
„Смъртоносна битка“ (на английски: Mortal Kombat) е американски фентъзи филм с бойни изкуства от 1995 г. на режисьора Пол Уилям Скот Андерсън. Базиран е на поредицата видеоигри „Mortal Kombat“. 

## Актьорски състав
| Актьор                                                                 | Роля |
| ---------------------------------------------------------------------- | --- |
| Кристоф Ламбер                                                         | лорд Райдън – богът на гръмотевиците и закрилник на Земята                                                                          |
| Робин Шу                                                               | Лю Канг – бивш шаолински монах |
| Линдън Ашби                                                            | Джони Кейдж – холивудски филмова звезда                                                                                             |
| Кари-Хироюки Тагава                                                    | Шанг Цунг – зъл магьосник на императора Шао Кан                                                                                     |
| Бриджит Уилсън                                                         | Соня Блейд – офицер от специалните части на САЩ                                                                                     |
| Талиса Сото                                                            | принцеса Китана – осиновена дъщеря на императора Шао Кан                                                                            |
| Тревър Годард                                                          | Кейно – бос на подземния свят |
| Крис Касамаса                                                          | Скорпион – нинджа фантом, който се подчинява на магьосника Шанг Цунг, притежава силата на пламъците и харпун-кунай                  |
| Франсоа Пети                                                           | Съб-Зиро – нинджа, който се подчинява на магьосника Шанг Цунг, притежава силата на студа и може да замрази живи същества и предмети |
| Кийт Кук                                                               | Рептайл – нинджа, който се подчинява на магьосника Шанг Цунг, смес от гущер и човек                                                 |
| Санди Хелбърг                                                          | режисьор на последния филм за Джони Кейдж                                                                                           |
| Кенет Едуардс                                                          | Арт Лин – майстор на бойните изкуства и приятел на Джони Кейдж                                                                      |
| Стивън Хо                                                              | Чан – по-малкият брат на Лю Канг, който беше убит от магьосник Шанг Цунг                                                            |
| Питър Джейсън                                                          | Бойд – сенсей на Джони Кейдж |
| Том Удръф младши (герой) Кевин Майкъл Ричардсън (гласът на този герой) | принц Горо – четириръко същество, получовек полудракон, действащ шампион на турнира Mortal Kombat                                   |
| Франк Уелкър (гласът на този герой)                                    | император Шао Кан – повелител на Външния Свят, господар на злото                                                                    |

## Български дублажи
| Преводач           | Камен Стойчев                                               |
| Озвучаващи артисти | Адриана Андреева Любомир Младенов Сава Пиперов Даниел Цочев |
| Тонрежисьор        | Добромир Чочов                                              |

| Озвучаващи артисти | Мая Кисьова Кирил Бояджиев Иван Петрушинов Петър Върбанов Румен Рачев |

## Филми от поредицата за „Смъртоносна битка“
Поредицата „Смъртоносна битка“ включва 4 филма:
- „Смъртоносна битка“ (1995)
- „Смъртоносна битка: Унищожението“ (1997)
- „Mortal Kombat: Филмът“ (2021)
- „Mortal Kombat 2“ (2025)